# Societat preindustrial
La societat preindustrial és la que correspon a les específiques característiques socials, i formes d'organització política i cultural que prevalien abans de la modernització pròpia de la Revolució industrial i el triomf del capitalisme, que van portar com a conseqüència la instauració d'una societat industrial. D'altra banda, la societat preindustrial s'entén com una societat complexa (civilització) pròpia d'un estadi d'evolució cultural superior a la denominada societat primitiva.
El concepte de societat preindustrial és àmpliament usat en les ciències socials, més que altres conceptes similars que poden tenir càrrega ideològica, enfront dels quals pot considerar-se com un terme "lliure de valor" (vegeu objectivitat). Per exemple, s'usa intercanviable amb societat tradicional, en La divisió del treball en la societat. S'objecta a l'ús d'aquest terme que tradició implica estancament, de manera que es carrega el concepte. Marx, que va fundar teòricament el concepte, usava l'expressió societat precapitalista, que tampoc és un terme neutral, ja que implica que la transició al capitalisme és un desenvolupament inevitable o de progrés en la successió de les maneres de producció cap a un futur sense classes en la societat comunista. Altres sinònims són societat agrària i societat premoderna, tots dos derivats de Hegel i Marx. Encara que no són estrictament sinònimes, cadascuna amb el seu llinatge intel·lectual i mereixen tractament independent.

## Fonaments teòrics

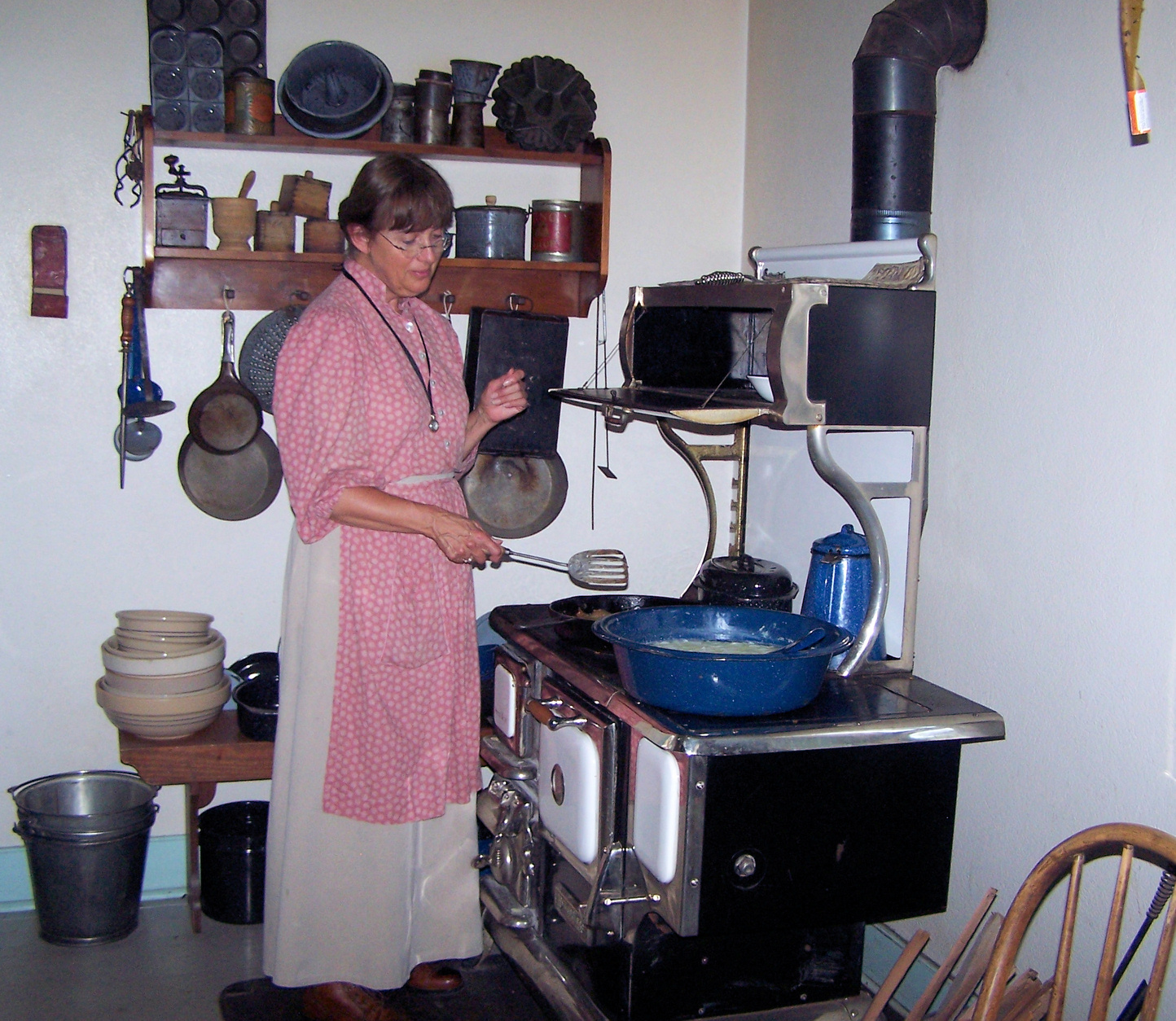
Una actriu en un parc temàtic ens mostra una típica cuina rural de 1918 (Sauer-Beckmann Farmstead, Lyndon B. Johnson State Park and Historic Site, Texas, Estats Units). El paper de la dona sembla ancorat en la intemporalitat del preindustrial, però la tecnologia ja és industrial.

- La marxista i hegeliana idea que la història té un sentit de progrés (vegeu filosofia de la història), bé sigui en el sentit de l'esperit (Hegel) o de les forces productives i relacions socials (Marx).
- La idea marxista que la història progressa per estadis de desenvolupament. Encara que aquesta noció de moviment gradual era implicada per Marx;[1] fou explícitament desenvolupada per Friedrich Engels en Dialectics of Nature[2]
- En teoria marxista clàssica, existeix la idea que la progressió de la història humana està determinada per les maneres de producció (determinisme econòmic, materialisme dialèctic, materialisme històric).
- Els estadis preindustrials serien:

1. comunisme primitiu (sense propietat privada)
2. esclavisme (sorgiment de la propietat)
3. feudalisme (consolidació de l'autoritat)

Els estadis industrials o moderns serien el capitalisme, el socialisme (com a estadi de transició) i el comunisme.
La teoria política contemporània considera que el capitalisme, en evitar la transició al socialisme i el comunisme, ha transcendit l'estadi industrial. Daniel Bell denominà a l'estadi actual societat postindustrial; uns altres (per exemple Michel Foucault) utilitzen la denominació postmodern.

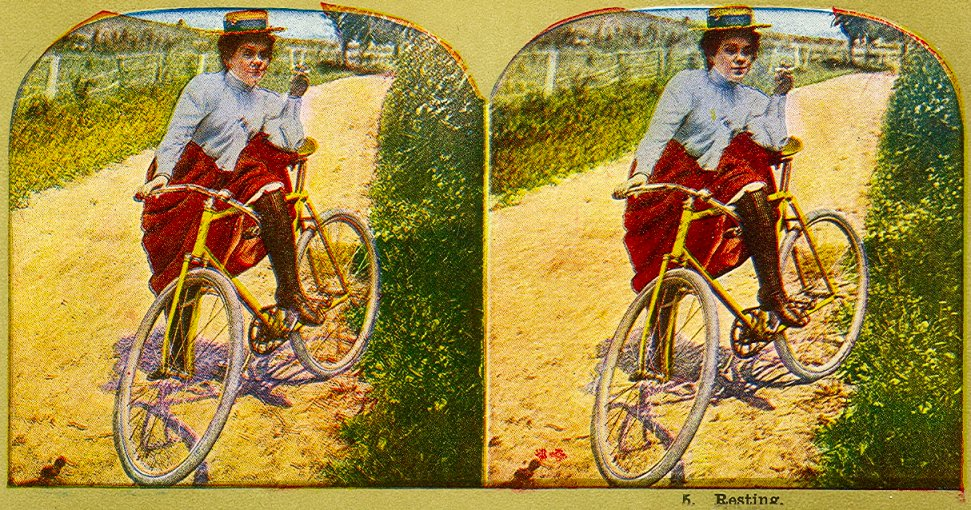
Dona fumant amb bicicleta (1900). Tots els elements d'aquesta imatge van ser eficaços dissolvents de la societat preindustrial.

## Característiques de les societats preindustrials
- Una autoritat tradicional. El poder es manifestava en diverses formes d'autoritats personalistes, en comptes de mitjançant un estat o burocràcia impersonal. Encara que burocràcia i estat existeixen en societats tradicionals, l'Estat modern no es desenvolupa plenament fins que l'Estat Liberal s'imposa sobre els particularismes propis de l'Antic Règim. En societats preindustrials pot exercir-se un poder personal, fins i tot paternalista, però en aquest cas s'entén com una pervivència preindustrial, d'orientació reaccionària o conservadora, fins i tot, des d'una altra postura, feixista.
- Canvi social estancat: El comportament i la mentalitat estaven subjectes a codis religiosos o morals i no a la llei o la ciència.
- Una limitada producció econòmica (en la indústria, l'artesania en comptes de la producció en massa)
- Economia essencialment de base agrícola.
- Limitada divisió del treball: el capitalisme necessita una gran quantitat d'habilitats i coneixements especialitzats, donada la naturalesa complexa de la producció industrial. A les societats preindustrials, la producció era relativament simple, i per tant, el nombre d'oficis especialitzats era limitat (tanmateix, encara que això és cert per a un creixent nombre d'obrers especialitzats, cal no oblidar que al mateix temps es va produir que la major part de la massa laboral de la primera revolució industrial s'havia convertit en un proletariat desposseït de l'habilitat artesanal tradicional, quedant reduït a mer servidor de la màquina i sense capacitat d'identificar el seu treball amb el producte; tot això formava part del que para Marx era el concepte d'alienació)
- Limitada capacitat de variació de les classes socials (mobilitat social).
- Parroquialisme: Les teories socials sostenen que la comunicació entre les comunitats humanes en les societats preindustrials era molt limitada. Pocs tindrien l'oportunitat de veure o tenir notícies de fora del seu propi llogaret. Per contra, les societats industrials creixen amb l'ajut de mitjans de comunicació més ràpids, disposant de major informació sobre el món, la qual cosa permet la transferència de coneixement i la difusió cultural entre elles. (Quan es va fer una enquesta per esbrinar quin havia estat l'avanç tecnològic més influent en la història, es va destacar de forma curiosa la bicicleta, que va possibilitar els desplaçaments a una escala modesta, però incomparablement més àgil que amb els mètodes tradicionals, i va permetre fins i tot la barreja biològica entre grups humans d'una manera fins llavors impossible: si rastregem en la nostra història familiar trobarem amb seguretat un avi que feia una llarga però gojosa pedalada per veure a la seva núvia, que vivia a un altre poble).
- Les societats preindustrials es desenvolupen principalment en comunitats rurals. El capitalisme es desenvolupa principalment a àrees urbanes.

## Crítica del concepte
En època recent, molts historiadors han argumentat que el concepte popular de la societat industrial ha de relativitzar-se. La raó és que molts dels fenòmens socials i econòmics normalment associats amb la societat*industrial (el comerç, els mercats de capital, el treball assalariat, etc.) també existien a modesta escala en moltes societats preindustrials, com l'Antiga Grècia i Roma, la Itàlia del segle xv i l'Holanda del segle xvii.
A més, en el capitalisme mercantil que va precedir al capitalisme industrial quan la societat era encara predominantment feudal, l'activitat comercial capitalista existia sense fàbriques mecanitzades que funcionessin amb treball assalariat. Per tant, el desenvolupament de comprats capitalistes en els quals cada vegada més els inputs i outputs de la producció són béns i serveis subjectes a preu i intercanvi, ha de ser vist com un procés gradual d'evolució, i la industrialització com un procés que no es produeix d'una manera uniforme en el temps i l'espai.